# Koulykiv
Koulykiv (ukrainien : Куликів) est une commune urbaine de l'oblast de Lviv, en Ukraine. Elle compte 4 111 habitants en 2021.